# Jean Van Houtte
Jean Maria Josephus baron Van Houtte (ur. 17 marca 1907 w Gandawie, zm. 23 maja 1991 w Brukseli) – belgijski (flamandzki) prawnik, nauczyciel akademicki, adwokat i polityk. Senator (1949–1968) oraz dwukrotny minister finansów. W latach 1952–1954 premier Belgii. Członek Partii Społeczno-Chrześcijańskiej (PSC-CVP).

## Życiorys

### Młodość, wykształcenie i kariera naukowa
Był synem profesora historii Huberta Van Houtte (1872–1948). Ukończył studia prawnicze na Uniwersytecie Gandawskim i w 1928 uzyskał tam doktorat. W tym samym roku został wpisany na listę adwokatów i przebywał na stypendium w Haskiej Akademii Prawa Międzynarodowego. W 1929 odbył praktykę w Sekretariacie Ligi Narodów w Genewie, po czym w latach 1929–1930 studiował w Wolnej Szkole Nauk Politycznych w Paryżu. W latach 1931–1937 pracował jako wykładowca na Uniwersytecie w Liège (początkowo jako docent, zaś od 1936 na stanowisku profesora nadzwyczajnego). Prowadził wówczas zajęcia z prawa karnego oraz notarialnego. W 1937 rozpoczął pracę na Wydziale Prawa i Kryminologii Uniwersytetu Gandawskiego, jako wykładowca prawa cywilnego i podatkowego. W 1946 otrzymał nominację na stanowisko profesora zwyczajnego. W latach 1956–1958 pełnił funkcję dziekana tego wydziału. W 1975 przeszedł na emeryturę. Był również profesorem wizytującym na Uniwersytecie w Lille (1947 i 1958), Uniwersytecie Katolickim w Nijmegen (1948) oraz Uniwersytecie w Grenoble (1949). W 1954 został członkiem Belgijskiej Królewskiej Flamandzkiej Akademii Nauki i Sztuk (KVAB). W 1964 sprawował funkcję jej przewodniczącego. Był autorem lub współautorem 17 prac naukowych oraz ponad 200 artykułów.

### II wojna światowa
Jako oficer rezerwy, został zmobilizowany w maju 1940. Dowodził jedną z kompanii 54. pułku liniowego. Po kapitulacji Belgii trafił do niewoli niemieckiej, w której przebywał do sierpnia 1940. W okresie okupacji nadal pracował na uniwersytecie i prowadził praktykę adwokakcką.

### Działalność polityczna
W latach 1944–1945 był szefem gabinetu ministra spraw wewnętrznych Edmonda Ronse. Wstąpił wówczas do nowo powstałej Partii Społeczno-Chrześcijańskiej. W 1949 z jej ramienia został dokooptowany do składu Senatu. Członkiem wyższej izby Parlamentu pozostawał nieprzerwanie do 1968. Od 1952 do 1954 po raz pierwszy sprawował urząd ministra finansów (w gabinetach Jeana Duvieusarta i Josepha Pholiena). 12 stycznia 1952, po dymisji Pholiena, otrzymał misję utworzenia nowego rządu. Trzy dni później został premierem. W okresie kierowania przez niego gabinetem, w Belgii trwała recesja gospodarcza. Toczyły się również spory dotyczące zakresu planowanej amnestii dla kolaborantów z okresu okupacji niemieckiej (1940–1944) oraz długości trwania służby wojskowej. Pozostawał na stanowisku szefa rządu do 23 kwietnia 1954 (dymisja rządu nastąpiła po wyborach do Izby Reprezentantów). W latach 1958–1961, po kolejnych wyborach parlamentarnych, ponownie zajmował stanowisko ministra finansów – w II i III gabinecie Gastona Eyskensa. W 1966 otrzymał honorowy tytuł ministra stanu, zaś w 1970 nadany mu został tytuł barona.

### Późniejsza działalność
W latach 1968–1975 był prezesem linii lotniczych Sabena, zaś od 1971 do 1975 kierował również belgijskim oddziałem holenderskiego przedsiębiorstwa stoczniowego Rotterdamsche Droogdok Maatschappij. W latach 1971–1973 sprawował funkcję przewodniczącego Międzynarodowego Stowarzyszenia Podatkowego (IFA).

### Życie prywatne
W 1932 ożenił się z Cécile Destellą (1908–2007), z którą miał czworo dzieci. Jego najmłodszy syn Hubert van Houtte (1939–2020), został dyplomatą i pełnił m.in. funkcję stałego przedstawiciela Belgii przy UNESCO i OECD. 
Został pochowany na cmentarzu w Wezembeek-Oppem.

## Wyróżnienia

### Ordery i odznaczenia
- Order Korony (I i IV klasa) – Belgia
- Order Leopolda (III i V klasa) – Belgia
- Odznaka Obywatelskiej za długoletnią służbę w administracji (I klasa) – Belgia
- Medal Pamiątkowy za Wojnę 1940-1945 – Belgia
- Medal Jeńców Wojennych 1940-1945 – Belgia
- Order Zasługi (II klasa) – Chile
- Order Bernardo O’Higginsa (II klasa) – Chile
- Order Narodowy Legii Honorowej (I klasa) – Francja
- Order Jerzego I (I klasa) – Grecja
- Order Lwa Niderlandzkiego (I klasa) – Holandia
- Order Oranje-Nassau (I klasa) – Holandia
- Królewski Order Sahamatrei(inne języki) (I klasa) – Kambodża
- Order Narodowy Świętego Karola (III klasa) – Kolumbia
- Order Zasługi Adolfa Nassauskiego (I klasa) – Luksemburg
- Order Korony Dębowej (I klasa) – Luksemburg
- Order Zasługi Republiki Federalnej Niemiec (Krzyż Wielki I klasy) – Niemcy
- Order Słonia Białego (I klasa) – Tajlandia
- Order Zasługi Republiki Włoskiej (Krzyż Wielki I klasy) – Włochy[4][10]

### Doktoraty honorowe
- Uniwersytet w Grenoble
- Uniwersytet w Lille
- Uniwersytet w Nicei[10]

## Źródła zewnętrzne
- Skład rządu Jeana Van Houtte. histoire-des-belges.be. [dostęp 2025-08-16]. (fr.).